# Prima Categoria 1912-1913
La Prima Categoria 1912-1913 è stata la 16ª edizione della massima serie del campionato italiano di calcio, disputata tra il 20 ottobre 1912 e il 1º giugno 1913 e conclusa con la vittoria della Pro Vercelli, al suo quinto titolo.

## Stagione

### Il ritorno alle eliminatorie
La disastrosa spedizione in Svezia della giovane Nazionale italiana di calcio alle Olimpiadi di Stoccolma aprì il dibattito sulla necessità di cambiare la formula di svolgimento del campionato tricolore.
All'assemblea del 31 agosto 1912 venne approvato con 27 voti contro 21 il progetto Valvassori-Faroppa, un piano di riforma che a grandi linee prevedeva:
- la disputa di tre gironi regionali (Piemonte, Lombardia-Liguria, Veneto-Emilia) nell'Italia settentrionale di massimo sei squadre ciascuno; le migliori di ogni girone si sarebbero qualificate alle finali Nord Italia mentre l'ultima di ogni girone sarebbe retrocessa;
- l'istituzione di un torneo dell'Italia meridionale, anch'esso suddiviso in una prima fase a livello regionale e in una fase finale subnazionale tra i campioni regionali; la vincente del torneo centro-meridionale avrebbe affrontato per il titolo in finalissima i campioni del Nord.

Conseguenza di questo piano di riforma fu che, dopo sole tre stagioni sperimentali, il girone unico fu abolito, spezzato in due tronconi. Con varie argomentazioni si giustificò questa scelta. In primis c'era da due stagioni la presenza del girone orientale che, seppur di irrilevante peso sportivo, costituiva formalmente già un vulnus all'unicità del campionato. In secundis poi, oltre all'aggravio economico costituito dalla lunghezza delle trasferte, i dirigenti federali lamentavano la demotivazione che prendeva ad un certo punto le società oramai tagliate fuori, per la loro classifica, dalla corsa al titolo, con conseguenti mancate presentazioni, sconfitte a tavolino e compromissione della regolarità del torneo. Ciò che contò di più, tuttavia, furono le mire delle società minori che, nello scorporo del girone unico, vedevano l'occasione per l'aumento del numero dei partecipanti nei numerosi tornei regionali.
Altra novità fu poi, come detto, l'organizzazione di un torneo calcistico anche nella Penisola italiana, comprendente formazioni toscane, laziali e campane, al cui vincitore fu riconosciuto il privilegio di affrontare i campioni del Nord per il titolo nazionale. Era tuttavia una manifestazione ancor più raccogliticcia del girone veneto-emiliano, le cui squadre erano descritte dalla stampa come del tutto incapaci di destare preoccupazioni nei grandi club del Nord. Con questi presupposti, la finalissima nazionale era una pura finzione in un calcio che rimaneva saldamente un mondo esclusivamente limitato al Triangolo industriale. Lo sapeva bene anche la stessa Federazione, che da questo torneo meridionale null'altro cercava se non la definitiva patente di nazionalità per il campionato.

### Formula
Il vincitore del torneo maggiore veniva individuato nella vincitrice del girone nazionale, composto dalle 2 squadre meglio classificate nei rispettivi gironi regionali o interregionali nei quali, di contro, il peggior club avrebbe dovuto essere retrocesso. L'organico iniziale venne completato a concorso indetto dalla FIGC.
Il vincitore del torneo centro-meridionale doveva uscire dalla sfida fra la miglior squadra del Sud e la sua corrispondente del Centro Italia. Questa seconda società doveva essere individuata fra i campioni di Toscana e gli omologhi laziali.
Il vincitore del torneo maggiore sfidava quello centro-meridionale in una finalissima nazionale.

### Avvenimenti
Dalle eliminatorie regionali dell'inverno del 1913, arrivarono solo conferme rispetto agli esiti del campionato precedente. Strepitoso il ruolino di marcia dei Campioni in carica vercellesi, praticamente perfetti con una difesa assolutamente imperforabile. In Lombardia gli rispose con autorevolezza ancora il Milan, che mise in riga le sue cinque avversarie. Ancora mediocri i cammini di Inter e Torino, mentre la Juventus visse una stagione difficile. Le retrocessioni dei bianconeri, del Racing Libertas e del Modena non vennero concretizzate solo in conseguenza della riforma del campionato.

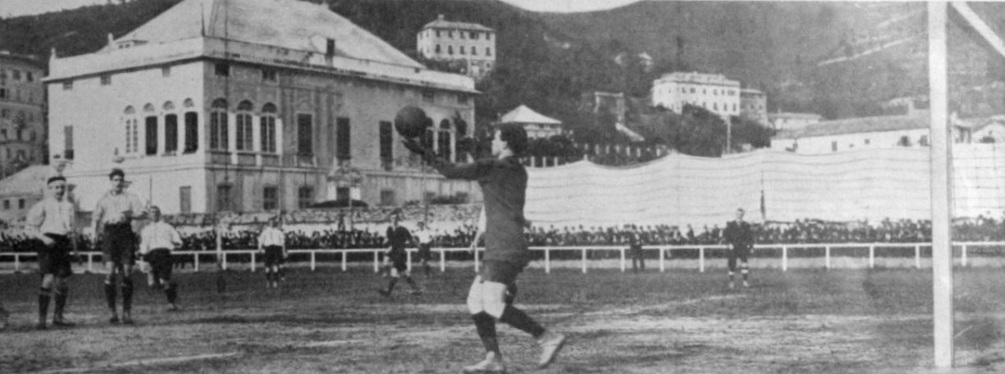
Fase di gioco del match Genoa-Pro Vercelli 0-1.

Il girone finale si disputò tra marzo e aprile e venne vinto agevolmente dalla Pro Vercelli che si qualificò così alla finalissima contro la vincente del campionato peninsulare. Non riuscì ancora a fermare gli invincibili Leoni il Milan, che pagò pesantemente la fuga, l'estate precedente, dei fratelli Cevenini trasmigrati all'Inter a causa di contrasti con la società.
Nella finalissima, disputata sul campo neutro di Genova, i Leoni bianchi vercellesi affrontarono la Lazio che aveva vinto il campionato centro-meridionale battendo in finale il Naples grazie a un gol segnato allo scadere. I biancocelesti, nonostante in un precedente incontro amichevole a Milano non avessero sfigurato contro l'Inter, non furono mai in gara. Solo nel secondo tempo, sul punteggio di 2-0 per la Pro Vercelli, la Lazio provò la rimonta con continui assalti alla porta avversaria, ma nel finale crollò subendo ben quattro reti negli ultimi dodici minuti. La finalissima finì sei a zero, e i bianchi leoni vercellesi, che avevano disputato l'ultimo atto privi di ben quattro titolari, vinsero il loro quinto scudetto, il terzo consecutivo, e chiusero la stagione da imbattuti.

## Qualificazioni pre-campionato

### Piemonte
| Torino 20 ottobre 1912 | Vigor Torino | 0 – 4 referto | Novara |  |

### Lombardia-Liguria
Ad eliminazione: le perdenti sono eliminate.

#### Primo turno
| Torino 20 ottobre 1912 | Savonese | 3 – 1 | Como |  |

| Milano 20 ottobre 1912 | Lambro | 2 – 1 Annullata | Racing Libertas |  |

| Milano 27 ottobre 1912 Ripetizione | Racing Libertas | 1 – 0 | Lambro |  |

#### Secondo turno
| Milano 1º novembre 1912 | Racing Libertas | 1 – 0 | Savonese |  |

### Lazio
A qualificazione: le vincenti sono qualificate.

#### Primo turno
| Roma 20 ottobre 1912 | Alba Roma | 1 – 2 | Juventus Roma |  |

| Roma 20 ottobre 1912 | Pro Roma | 2 – 1 | Tebro Roma |  |

#### Secondo turno
| Roma 27 ottobre 1912 | Alba Roma | 2 – 0 | Tebro Roma |  |

### Verdetti
- Novara, Racing Libertas, Alba Roma, Juventus Roma e Pro Roma ammesse in Prima Categoria.

## Torneo Settentrionale

### Sezione piemontese

#### Squadre partecipanti
Il girone fu gestito direttamente dalla Federazione, che a Torino aveva sede, e venne completato da una qualificazione fra due emergenti realtà calcistiche dell'epoca.
| Club         | Stagione | Città             | Stadio                       | Stagione precedente       |
| ------------ | -------- | ----------------- | ---------------------------- | ------------------------- |
| Casale       | dettagli | Casale Monferrato | -                            | 6º in Prima Categoria     |
| Juventus     | dettagli | Torino            | Stadio di Corso Sebastopoli  | 8º in Prima Categoria     |
| Novara       | dettagli | Novara            | Campo di via Lombroso        | Attività a livello locale |
| Piemonte     | dettagli | Torino            | Campo di Villa Rignon        | 10º in Prima Categoria    |
| Pro Vercelli | dettagli | Vercelli          | Campo piazza Conte di Torino | 1º in Prima Categoria     |
| Torino       | dettagli | Torino            | Piazza d'armi                | 4º in Prima Categoria     |

#### Classifica finale
|  | Pos. | Squadra      | Pt | G  | V | N | P | GF | GS |
|  | ---- | ------------ | -- | -- | - | - | - | -- | -- |
|  | 1.   | Pro Vercelli | 19 | 10 | 9 | 1 | 0 | 38 | 2  |
|  | 2.   | Casale       | 13 | 10 | 5 | 3 | 2 | 15 | 8  |
|  | 3.   | Torino       | 11 | 10 | 5 | 1 | 4 | 35 | 21 |
|  | 4.   | Piemonte     | 10 | 10 | 5 | 0 | 5 | 16 | 37 |
|  | 5.   | Novara       | 4  | 10 | 1 | 2 | 7 | 13 | 28 |
|  | 6.   | Juventus     | 3  | 10 | 1 | 1 | 8 | 14 | 35 |

Legenda:
      Qualificate al girone nazionale.
      Retrocessa in Promozione 1913-1914.
Regolamento:
Due punti a vittoria, uno a pareggio, zero a sconfitta.
Note:
La Juventus fu poi ripescata nel girone lombardo.

#### Risultati

##### Tabellone
|              | CAS  | JUV  | NOV  | PIE  | PRO  | TOR  |
| ------------ | ---- | ---- | ---- | ---- | ---- | ---- |
| Casale       | –––– | 3-0  | 2-1  | 5-2  | 0-0  | 1-1  |
| Juventus     | 0-1  | –––– | 3-0  | 1-2  | 0-4  | 0-8  |
| Novara       | 0-0  | 3-3  | –––– | 7-1  | 0-6  | 1-2  |
| Piemonte     | 3-1  | 3-1  | 1-0  | –––– | 1-7  | 2-1  |
| Pro Vercelli | 1-0  | 3-0  | 7-0  | 3-0  | –––– | 6-1  |
| Torino       | 0-2  | 8-6  | 3-1  | 11-1 | 0-1  | –––– |

##### Calendario
| andata (1ª) | andata (1ª) | Prima giornata      | ritorno (6ª) | ritorno (6ª) |
|             |             |                     |              |              |
| 3 nov.      | 1-0         | Pro Vercelli-Casale | 0-0          | 26 gen.      |
| 3 nov.      | 1-2         | Juventus-Piemonte   | 1-3          | 26 gen.      |
| 3 nov.      | 1-2         | Novara-Torino       | 1-3          | 26 gen.      |

| andata (2ª) | andata (2ª) | Seconda giornata    | ritorno (7ª) | ritorno (7ª) |
|             |             |                     |              |              |
| 10 nov.     | 3-0         | Casale-Juventus     | 1-0          | 2 feb.       |
| 10 nov.     | 0-1         | Torino-Pro Vercelli | 1-6          | 2 feb.       |
| 10 nov.     | 1-0         | Piemonte-Novara     | 1-7          | 2 feb.       |

| andata (1ª) | andata (1ª) | Prima giornata      | ritorno (6ª) | ritorno (6ª) |
|             |             |                     |              |              |
| 3 nov.      | 1-0         | Pro Vercelli-Casale | 0-0          | 26 gen.      |
| 3 nov.      | 1-2         | Juventus-Piemonte   | 1-3          | 26 gen.      |
| 3 nov.      | 1-2         | Novara-Torino       | 1-3          | 26 gen.      |

| andata (2ª) | andata (2ª) | Seconda giornata    | ritorno (7ª) | ritorno (7ª) |
|             |             |                     |              |              |
| 10 nov.     | 3-0         | Casale-Juventus     | 1-0          | 2 feb.       |
| 10 nov.     | 0-1         | Torino-Pro Vercelli | 1-6          | 2 feb.       |
| 10 nov.     | 1-0         | Piemonte-Novara     | 1-7          | 2 feb.       |

| andata (3ª) | andata (3ª) | Terza giornata      | ritorno (8ª) | ritorno (8ª) |
|             |             |                     |              |              |
| 17 nov.     | 0-8         | Juventus-Torino     | 6-8          | 9 feb.       |
| 17 nov.     | 7-0         | Pro Vercelli-Novara | 6-0          | 9 feb.       |
| 17 nov.     | 5-2         | Casale-Piemonte     | 1-3          | 9 feb.       |

| andata (4ª) | andata (4ª) | Quarta giornata       | ritorno (9ª) | ritorno (9ª) |
|             |             |                       |              |              |
| 24 nov.     | 3-3         | Novara-Juventus       | 0-3          | 16 feb.      |
| 24 nov.     | 3-0         | Pro Vercelli-Piemonte | 7-1          | 16 feb.      |
| 24 nov.     | 1-1         | Casale-Torino         | 2-0          | 16 feb.      |

| andata (3ª) | andata (3ª) | Terza giornata      | ritorno (8ª) | ritorno (8ª) |
|             |             |                     |              |              |
| 17 nov.     | 0-8         | Juventus-Torino     | 6-8          | 9 feb.       |
| 17 nov.     | 7-0         | Pro Vercelli-Novara | 6-0          | 9 feb.       |
| 17 nov.     | 5-2         | Casale-Piemonte     | 1-3          | 9 feb.       |

| andata (4ª) | andata (4ª) | Quarta giornata       | ritorno (9ª) | ritorno (9ª) |
|             |             |                       |              |              |
| 24 nov.     | 3-3         | Novara-Juventus       | 0-3          | 16 feb.      |
| 24 nov.     | 3-0         | Pro Vercelli-Piemonte | 7-1          | 16 feb.      |
| 24 nov.     | 1-1         | Casale-Torino         | 2-0          | 16 feb.      |

| \| andata (5ª) \| andata (5ª) \| Quinta giornata \| ritorno (10ª) \| ritorno (10ª) \| \| \| \| \| \| \| \| 19 gen. \| 0-4 \| Juventus-Pro Vercelli \| 0-3 \| 23 feb. \| \| 19 gen. \| 2-1 \| Piemonte-Torino \| 1-11 \| 23 feb. \| \| 19 gen. \| 2-1 \| Casale-Novara \| 0-0 \| 23 feb. \| |             |                       |               |               |
| andata (5ª) | andata (5ª) | Quinta giornata       | ritorno (10ª) | ritorno (10ª) |
| |             |                       |               |               |
| 19 gen. | 0-4         | Juventus-Pro Vercelli | 0-3           | 23 feb.       |
| 19 gen. | 2-1         | Piemonte-Torino       | 1-11          | 23 feb.       |
| 19 gen. | 2-1         | Casale-Novara         | 0-0           | 23 feb.       |

| andata (5ª) | andata (5ª) | Quinta giornata       | ritorno (10ª) | ritorno (10ª) |
|             |             |                       |               |               |
| 19 gen.     | 0-4         | Juventus-Pro Vercelli | 0-3           | 23 feb.       |
| 19 gen.     | 2-1         | Piemonte-Torino       | 1-11          | 23 feb.       |
| 19 gen.     | 2-1         | Casale-Novara         | 0-0           | 23 feb.       |

#### Statistiche

##### Squadre

###### Classifica in divenire
|              | 1ª | 2ª | 3ª | 4ª | 5ª | 6ª | 7ª | 8ª | 9ª | 10ª |
|              |    |    |    |    |    |    |    |    |    |     |
| ------------ | -- | -- | -- | -- | -- | -- | -- | -- | -- | --- |
| Casale       | 0  | 2  | 4  | 5  | 7  | 8  | 10 | 10 | 12 | 13  |
| Juventus     | 0  | 0  | 0  | 1  | 1  | 1  | 1  | 1  | 3  | 3   |
| Novara       | 0  | 0  | 0  | 1  | 1  | 1  | 3  | 3  | 3  | 4   |
| Piemonte     | 2  | 4  | 4  | 4  | 6  | 8  | 8  | 10 | 10 | 10  |
| Pro Vercelli | 2  | 4  | 6  | 8  | 10 | 11 | 13 | 15 | 17 | 19  |
| Torino       | 2  | 2  | 4  | 5  | 5  | 7  | 7  | 9  | 9  | 11  |

### Sezione lombardo-ligure

#### Squadre partecipanti
Il girone venne gestito dal Comitato Regionale Lombardo, seppur comprendendo per motivi geografici anche le squadre liguri. Anche questo girone venne completato a concorso, dando qui però attenzione all'ex Seconda Categoria.
| Club            | Stagione | Città  | Stadio                                               | Stagione precedente                         |
| --------------- | -------- | ------ | ---------------------------------------------------- | ------------------------------------------- |
| Andrea Doria    | dettagli | Genova | Campo sportivo della Cajenna                         | 6º in Prima Categoria                       |
| Genoa           | dettagli | Genova | Campo Genoa Cricket & Football Club in via del Piano | 3º in Prima Categoria                       |
| Inter           | dettagli | Milano | Campo di Ripa Ticinese, poi Campo di via Goldoni     | 4º in Prima Categoria                       |
| Milan           | dettagli | Milano | Campo Milan di Porta Monforte                        | 2º in Prima Categoria                       |
| Racing Libertas | dettagli | Milano | Campo di via Monte Rosa                              | 3º nel girone milanese di Seconda Categoria |
| US Milanese     | dettagli | Milano | Campo di via Stelvio                                 | 9º in Prima Categoria                       |

#### Classifica finale
|    | Pos. | Squadra         | Pt | G  | V | N | P | GF | GS |
| -- | ---- | --------------- | -- | -- | - | - | - | -- | -- |
|    | 1.   | Milan           | 18 | 10 | 9 | 0 | 1 | 30 | 8  |
|    | 2.   | Genoa           | 16 | 10 | 8 | 0 | 2 | 33 | 12 |
|    | 3.   | Inter           | 12 | 10 | 6 | 0 | 4 | 24 | 14 |
|    | 4.   | Andrea Doria    | 9  | 10 | 4 | 1 | 5 | 20 | 30 |
|    | 5.   | US Milanese     | 4  | 10 | 1 | 2 | 7 | 8  | 25 |
| 15 | 6.   | Racing Libertas | 1  | 10 | 0 | 1 | 9 | 8  | 34 |

Legenda:
      Qualificate al girone nazionale.
      Retrocessa in Promozione 1913-1914.
Regolamento:
Due punti a vittoria, uno a pareggio, zero a sconfitta.
Note:
Il Racing Libertas fu poi ripescato.

#### Risultati

##### Tabellone
|                 | ADO  | GEN  | INT  | MIL  | RAC  | USM  |
| --------------- | ---- | ---- | ---- | ---- | ---- | ---- |
| Andrea Doria    | –––– | 1-5  | 6-0  | 2-3  | 3-2  | 1-1  |
| Genoa           | 6-0  | –––– | 0-1  | 4-1  | 5-1  | 4-0  |
| Inter           | 5-1  | 2-3  | –––– | 1-2  | 5-0  | 2-0  |
| Milan           | 7-0  | 4-0  | 1-0  | –––– | 2-0  | 6-0  |
| Racing Libertas | 1-5  | 0-1  | 1-6  | 1-2  | –––– | 2-2  |
| US Milanese     | 0-1  | 2-5  | 0-2  | 0-2  | 3-0  | –––– |

##### Calendario
| andata (1ª) | andata (1ª) | Prima giornata               | ritorno (6ª) | ritorno (6ª) |
|             |             |                              |              |              |
| 3 nov.      | 2-3         | Inter-Genoa                  | 1-0          | 26 gen.      |
| 3 nov.      | 6-0         | Milan-Milanese               | 2-0          | 26 gen.      |
| 3 nov.      | 3-2         | Andrea Doria-Racing Libertas | 5-1          | 26 gen.      |

| andata (2ª) | andata (2ª) | Seconda giornata      | ritorno (7ª) | ritorno (7ª) |
|             |             |                       |              |              |
| 10 nov.     | 6-0         | Genoa-Andrea Doria    | 5-1          | 2 feb.       |
| 10 nov.     | 0-2         | Milanese-Inter        | 0-2          | 2 feb.       |
| 10 nov.     | 1-2         | Racing Libertas-Milan | 0-2          | 2 feb.       |

| andata (1ª) | andata (1ª) | Prima giornata               | ritorno (6ª) | ritorno (6ª) |
|             |             |                              |              |              |
| 3 nov.      | 2-3         | Inter-Genoa                  | 1-0          | 26 gen.      |
| 3 nov.      | 6-0         | Milan-Milanese               | 2-0          | 26 gen.      |
| 3 nov.      | 3-2         | Andrea Doria-Racing Libertas | 5-1          | 26 gen.      |

| andata (2ª) | andata (2ª) | Seconda giornata      | ritorno (7ª) | ritorno (7ª) |
|             |             |                       |              |              |
| 10 nov.     | 6-0         | Genoa-Andrea Doria    | 5-1          | 2 feb.       |
| 10 nov.     | 0-2         | Milanese-Inter        | 0-2          | 2 feb.       |
| 10 nov.     | 1-2         | Racing Libertas-Milan | 0-2          | 2 feb.       |

| andata (3ª) | andata (3ª) | Terza giornata        | ritorno (8ª) | ritorno (8ª) |
|             |             |                       |              |              |
| 17 nov.     | 0-1         | Racing Libertas-Genoa | 1-5          | 9 feb.       |
| 17 nov.     | 1-2         | Inter-Milan           | 0-1          | 9 feb.       |
| 17 nov.     | 1-1         | Andrea Doria-Milanese | 1-0          | 9 feb.       |

| andata (4ª) | andata (4ª) | Quarta giornata       | ritorno (9ª) | ritorno (9ª) |
|             |             |                       |              |              |
| 24 nov.     | 4-0         | Genoa-Milanese        | 5-2          | 16 feb.      |
| 24 nov.     | 1-6         | Racing Libertas-Inter | 0-5          | 16 feb.      |
| 24 nov.     | 7-0         | Milan-Andrea Doria    | 3-2          | 16 feb.      |

| andata (3ª) | andata (3ª) | Terza giornata        | ritorno (8ª) | ritorno (8ª) |
|             |             |                       |              |              |
| 17 nov.     | 0-1         | Racing Libertas-Genoa | 1-5          | 9 feb.       |
| 17 nov.     | 1-2         | Inter-Milan           | 0-1          | 9 feb.       |
| 17 nov.     | 1-1         | Andrea Doria-Milanese | 1-0          | 9 feb.       |

| andata (4ª) | andata (4ª) | Quarta giornata       | ritorno (9ª) | ritorno (9ª) |
|             |             |                       |              |              |
| 24 nov.     | 4-0         | Genoa-Milanese        | 5-2          | 16 feb.      |
| 24 nov.     | 1-6         | Racing Libertas-Inter | 0-5          | 16 feb.      |
| 24 nov.     | 7-0         | Milan-Andrea Doria    | 3-2          | 16 feb.      |

| \| andata (5ª) \| andata (5ª) \| Quinta giornata \| ritorno (10ª) \| ritorno (10ª) \| \| \| \| \| \| \| \| 19 gen. \| 4-0 \| Milan-Genoa \| 1-4 \| 23 feb. \| \| 19 gen. \| 6-0 \| Andrea Doria-Inter \| 1-5 \| 23 feb. \| \| 19 gen. \| 2-2 \| Racing Libertas-Milanese \| 0-3 \| 23 feb. \| |             |                          |               |               |
| andata (5ª) | andata (5ª) | Quinta giornata          | ritorno (10ª) | ritorno (10ª) |
| |             |                          |               |               |
| 19 gen. | 4-0         | Milan-Genoa              | 1-4           | 23 feb.       |
| 19 gen. | 6-0         | Andrea Doria-Inter       | 1-5           | 23 feb.       |
| 19 gen. | 2-2         | Racing Libertas-Milanese | 0-3           | 23 feb.       |

| andata (5ª) | andata (5ª) | Quinta giornata          | ritorno (10ª) | ritorno (10ª) |
|             |             |                          |               |               |
| 19 gen.     | 4-0         | Milan-Genoa              | 1-4           | 23 feb.       |
| 19 gen.     | 6-0         | Andrea Doria-Inter       | 1-5           | 23 feb.       |
| 19 gen.     | 2-2         | Racing Libertas-Milanese | 0-3           | 23 feb.       |

#### Statistiche

##### Squadre

###### Classifica in divenire
|                 | 1ª | 2ª | 3ª | 4ª | 5ª | 6ª | 7ª | 8ª | 9ª | 10ª | rec. |
|                 |    |    |    |    |    |    |    |    |    |     |      |
| --------------- | -- | -- | -- | -- | -- | -- | -- | -- | -- | --- | ---- |
| Andrea Doria    | 2  | 2  | 3  | 3  | 5  | 7  | 7  | 9  | 9  | 9   | 9    |
| Genoa           | 2  | 4  | 6  | 8  | 8  | 8  | 10 | 12 | 14 | 16  | 16   |
| Inter           | 0  | 2  | 2  | 4  | 4  | 6  | 8  | 8  | 10 | 12  | 12   |
| Milan           | 2  | 4  | 6  | 8  | 10 | 12 | 12 | 14 | 16 | 16  | 18   |
| Racing Libertas | 0  | 0  | 0  | 1  | 2  | 2  | 2  | 2  | 2  | 2   | 2    |
| US Milanese     | 0  | 0  | 1  | 1  | 2  | 2  | 2  | 2  | 2  | 4   | 4    |

### Sezione veneto-emiliana

#### Squadre partecipanti
Il girone, gestito dal Comitato Regionale Veneto in quanto all'epoca il Comitato Regionale Emiliano non aveva sufficienti squadre (3) per organizzarlo autonomamente (organizzò solo la Terza Categoria), venne completato d'ufficio aggiungendo la più promettente formazione veneta di Seconda Categoria ed un intraprendente nuovo club emiliano.
| Club              | Stagione | Città   | Stadio                       | Stagione precedente                           |
| ----------------- | -------- | ------- | ---------------------------- | --------------------------------------------- |
| Bologna           | dettagli | Bologna | Campo della Cesoia           | 4º nel campionato veneto-emiliano             |
| Hellas            | dettagli | Verona  | Stadio Marcantonio Bentegodi | 2º nel campionato veneto-emiliano             |
| Modena            | dettagli | Modena  | Velodromo                    | Neo-affiliata alla Federazione                |
| Venezia           | dettagli | Venezia | -                            | 1º nel campionato veneto-emiliano             |
| Vicenza           | dettagli | Vicenza | Campo di Borgo Casale        | 2º nel campionato veneto-emiliano             |
| Volontari Venezia | dettagli | Venezia | -                            | 1º nel campionato veneto di Seconda Categoria |

#### Classifica finale
|  | Pos. | Squadra           | Pt | G  | V | N | P | GF | GS |
|  | ---- | ----------------- | -- | -- | - | - | - | -- | -- |
|  | 1.   | Vicenza           | 16 | 10 | 7 | 2 | 1 | 32 | 10 |
|  | 2.   | Hellas            | 16 | 10 | 8 | 0 | 2 | 28 | 10 |
|  | 3.   | Venezia           | 14 | 10 | 6 | 2 | 2 | 28 | 6  |
|  | 4.   | Volontari Venezia | 8  | 10 | 3 | 2 | 5 | 19 | 29 |
|  | 5.   | Bologna           | 4  | 10 | 2 | 0 | 8 | 14 | 30 |
|  | 6.   | Modena            | 2  | 10 | 1 | 0 | 9 | 6  | 42 |

Legenda:
      Qualificate al girone nazionale.
      Retrocessa in Promozione 1913-1914.
Regolamento:
Due punti a vittoria, uno a pareggio, zero a sconfitta.
Note:
Il Modena fu poi ripescato.

#### Risultati

##### Tabellone
|           | BOL  | HEL  | MOD  | VEN  | VIC  | VOL  |
| --------- | ---- | ---- | ---- | ---- | ---- | ---- |
| Bologna   | –––– | 1-2  | 1-0  | 0-1  | 2-4  | 9-0  |
| Hellas    | 3-0  | –––– | 8-0  | 2-0  | 4-1  | 3-2  |
| Modena    | 1-0  | 1-4  | –––– | 0-2  | 0-4  | 0-5  |
| Venezia   | 8-0  | 3-0  | 8-2  | –––– | 0-1  | 5-0  |
| Vicenza   | 7-0  | 1-0  | 7-1  | 0-0  | –––– | 6-2  |
| Volontari | 4-1  | 1-2  | 3-1  | 1-1  | 1-1  | –––– |

##### Calendario
| andata (1ª) | andata (1ª) | Prima giornata            | ritorno (6ª) | ritorno (6ª) |
|             |             |                           |              |              |
| 3 nov.      | 4-1         | Hellas-Vicenza            | 0-1          | 26 gen.      |
| 3 nov.      | 0-2         | Modena-Venezia            | 2-8          | 26 gen.      |
| 3 nov.      | 4-1         | Volontari Venezia-Bologna | 0-9          | 26 gen.      |

| andata (2ª) | andata (2ª) | Seconda giornata          | ritorno (7ª) | ritorno (7ª) |
|             |             |                           |              |              |
| 10 nov.     | 1-0         | Bologna-Modena            | 0-1          | 2 feb.       |
| 10 nov.     | 3-0         | Venezia-Hellas            | 0-2          | 2 feb.       |
| 10 nov.     | 6-2         | Vicenza-Volontari Venezia | 1-1          | 2 feb.       |

| andata (1ª) | andata (1ª) | Prima giornata            | ritorno (6ª) | ritorno (6ª) |
|             |             |                           |              |              |
| 3 nov.      | 4-1         | Hellas-Vicenza            | 0-1          | 26 gen.      |
| 3 nov.      | 0-2         | Modena-Venezia            | 2-8          | 26 gen.      |
| 3 nov.      | 4-1         | Volontari Venezia-Bologna | 0-9          | 26 gen.      |

| andata (2ª) | andata (2ª) | Seconda giornata          | ritorno (7ª) | ritorno (7ª) |
|             |             |                           |              |              |
| 10 nov.     | 1-0         | Bologna-Modena            | 0-1          | 2 feb.       |
| 10 nov.     | 3-0         | Venezia-Hellas            | 0-2          | 2 feb.       |
| 10 nov.     | 6-2         | Vicenza-Volontari Venezia | 1-1          | 2 feb.       |

| andata (3ª) | andata (3ª) | Terza giornata            | andata (8ª) | andata (8ª) |
|             |             |                           |             |             |
| 17 nov.     | 8-0         | Hellas-Modena             | 4-1         | 9 feb.      |
| 17 nov.     | 7-0         | Vicenza-Bologna           | 4-2         | 9 feb.      |
| 17 nov.     | 1-1         | Volontari Venezia-Venezia | 0-5         | 9 feb.      |

| andata (4ª) | andata (4ª) | Quarta giornata          | ritorno (9ª) | ritorno (9ª) |
|             |             |                          |              |              |
| 24 nov.     | 1-2         | Bologna-Hellas           | 0-3          | 16 feb.      |
| 24 nov.     | 0-5         | Modena-Volontari Venezia | 1-3          | 16 feb.      |
| 24 nov.     | 0-1         | Venezia-Vicenza          | 0-0          | 16 feb.      |

| andata (3ª) | andata (3ª) | Terza giornata            | andata (8ª) | andata (8ª) |
|             |             |                           |             |             |
| 17 nov.     | 8-0         | Hellas-Modena             | 4-1         | 9 feb.      |
| 17 nov.     | 7-0         | Vicenza-Bologna           | 4-2         | 9 feb.      |
| 17 nov.     | 1-1         | Volontari Venezia-Venezia | 0-5         | 9 feb.      |

| andata (4ª) | andata (4ª) | Quarta giornata          | ritorno (9ª) | ritorno (9ª) |
|             |             |                          |              |              |
| 24 nov.     | 1-2         | Bologna-Hellas           | 0-3          | 16 feb.      |
| 24 nov.     | 0-5         | Modena-Volontari Venezia | 1-3          | 16 feb.      |
| 24 nov.     | 0-1         | Venezia-Vicenza          | 0-0          | 16 feb.      |

| \| andata (5ª) \| andata (5ª) \| Quinta giornata \| ritorno (10ª) \| ritorno (10ª) \| \| \| \| \| \| \| \| 19 gen. \| 0-1 \| Bologna-Venezia \| 0-8 \| 23 feb. \| \| 19 gen. \| 7-1 \| Vicenza-Modena \| 4-0 \| 23 feb. \| \| 19 gen. \| 1-2 \| Volontari Venezia-Hellas \| 2-3 \| 23 feb. \| |             |                          |               |               |
| andata (5ª) | andata (5ª) | Quinta giornata          | ritorno (10ª) | ritorno (10ª) |
| |             |                          |               |               |
| 19 gen. | 0-1         | Bologna-Venezia          | 0-8           | 23 feb.       |
| 19 gen. | 7-1         | Vicenza-Modena           | 4-0           | 23 feb.       |
| 19 gen. | 1-2         | Volontari Venezia-Hellas | 2-3           | 23 feb.       |

| andata (5ª) | andata (5ª) | Quinta giornata          | ritorno (10ª) | ritorno (10ª) |
|             |             |                          |               |               |
| 19 gen.     | 0-1         | Bologna-Venezia          | 0-8           | 23 feb.       |
| 19 gen.     | 7-1         | Vicenza-Modena           | 4-0           | 23 feb.       |
| 19 gen.     | 1-2         | Volontari Venezia-Hellas | 2-3           | 23 feb.       |

#### Statistiche

##### Squadre

###### Classifica in divenire
|           | 1ª | 2ª | 3ª | 4ª | 5ª | 6ª | 7ª | 8ª | 9ª | 10ª |
|           |    |    |    |    |    |    |    |    |    |     |
| --------- | -- | -- | -- | -- | -- | -- | -- | -- | -- | --- |
| Vicenza   | 0  | 2  | 4  | 6  | 8  | 10 | 11 | 13 | 14 | 16  |
| Hellas    | 2  | 2  | 4  | 6  | 8  | 8  | 10 | 12 | 14 | 16  |
| Venezia   | 2  | 4  | 5  | 5  | 7  | 9  | 9  | 11 | 12 | 14  |
| Volontari | 2  | 2  | 3  | 5  | 5  | 5  | 6  | 6  | 8  | 8   |
| Bologna   | 0  | 2  | 2  | 2  | 2  | 4  | 4  | 4  | 4  | 4   |
| Modena    | 0  | 0  | 0  | 0  | 0  | 0  | 2  | 2  | 2  | 2   |

### Girone finale
Nota: il regolamento manteneva validi gli incontri già disputati nel primo girone, onde raggiungere le diciotto giornate complessive di gara del regolamento precedente. Tali incontri vengono qui sotto nuovamente riportati a puro spirito chiarificatore.

#### Classifica finale
|  | Pos. | Squadra      | Pt | G  | V | N | P | GF | GS |
|  | ---- | ------------ | -- | -- | - | - | - | -- | -- |
|  | 1.   | Pro Vercelli | 18 | 10 | 8 | 2 | 0 | 22 | 1  |
|  | 2.   | Genoa        | 13 | 10 | 6 | 1 | 3 | 21 | 13 |
|  | 3.   | Milan        | 12 | 10 | 5 | 2 | 3 | 21 | 10 |
|  | 4.   | Casale       | 11 | 10 | 4 | 3 | 3 | 22 | 13 |
|  | 5.   | Vicenza      | 4  | 10 | 1 | 2 | 7 | 8  | 25 |
|  | 6.   | Hellas       | 2  | 10 | 1 | 0 | 9 | 7  | 39 |

##### Verdetti
- Pro Vercelli campione d'Italia dopo la vittoria della finalissima.

#### Risultati

##### Tabellone
|              | CAS  | GEN  | HEL  | MIL  | PRO  | VIC  |
| ------------ | ---- | ---- | ---- | ---- | ---- | ---- |
| Casale       | –––– | 1-1  | 6-0  | 2-0  | 0-0  | 5-1  |
| Genoa        | 1-0  | –––– | 5-0  | 4-1  | 0-1  | 1-0  |
| Hellas       | 2-5  | 0-4  | –––– | 0-3  | 0-5  | 4-1  |
| Milan        | 4-0  | 4-0  | 5-1  | –––– | 0-0  | 1-1  |
| Pro Vercelli | 1-0  | 5-1  | 4-0  | 2-0  | –––– | 3-0  |
| Vicenza      | 3-3  | 1-4  | 1-0  | 0-3  | 0-1  | –––– |

##### Calendario
| andata (1ª) | andata (1ª) | Prima giornata     | ritorno (5ª) | ritorno (5ª) |
|             |             |                    |              |              |
| 9 mar.      | 5-1         | Casale-Vicenza     | 3-3          | 13 apr.      |
| 25 mag.     | 5-0         | Genoa-Hellas       | 4-0          | 13 apr.      |
| 9 mar.      | 2-0         | Pro Vercelli-Milan | 0-0          | 13 apr.      |

| andata (2ª) | andata (2ª) | Seconda giornata    | ritorno (6ª) | ritorno (6ª) |
|             |             |                     |              |              |
| 16 mar.     | 0-5         | Hellas-Pro Vercelli | 0-4          | 20 apr.      |
| 16 mar.     | 4-0         | Milan-Casale        | 0-2          | 20 apr.      |
| 16 mar.     | 1-4         | Vicenza-Genoa       | 0-1          | 20 apr.      |

| andata (1ª) | andata (1ª) | Prima giornata     | ritorno (5ª) | ritorno (5ª) |
|             |             |                    |              |              |
| 9 mar.      | 5-1         | Casale-Vicenza     | 3-3          | 13 apr.      |
| 25 mag.     | 5-0         | Genoa-Hellas       | 4-0          | 13 apr.      |
| 9 mar.      | 2-0         | Pro Vercelli-Milan | 0-0          | 13 apr.      |

| andata (2ª) | andata (2ª) | Seconda giornata    | ritorno (6ª) | ritorno (6ª) |
|             |             |                     |              |              |
| 16 mar.     | 0-5         | Hellas-Pro Vercelli | 0-4          | 20 apr.      |
| 16 mar.     | 4-0         | Milan-Casale        | 0-2          | 20 apr.      |
| 16 mar.     | 1-4         | Vicenza-Genoa       | 0-1          | 20 apr.      |

| andata (3ª) | andata (3ª) | Terza giornata       | ritorno (7ª) | ritorno (7ª) |
|             |             |                      |              |              |
| 30 mar.     | 1-1         | Casale-Genoa         | 0-1          | 27 apr.      |
| 30 mar.     | 5-1         | Milan-Hellas         | 3-0          | 27 apr.      |
| 30 mar.     | 3-0         | Pro Vercelli-Vicenza | 1-0          | 27 apr.      |

| andata (4ª) | andata (4ª) | Quarta giornata    | ritorno (8ª) | ritorno (8ª) |
|             |             |                    |              |              |
| 6 apr.      | 0-1         | Genoa-Pro Vercelli | 1-5          | 4 mag.       |
| 6 apr.      | 2-5         | Hellas-Casale      | 0-6          | 4 mag.       |
| 6 apr.      | 0-3         | Vicenza-Milan      | 1-1          | 4 mag.       |

| andata (3ª) | andata (3ª) | Terza giornata       | ritorno (7ª) | ritorno (7ª) |
|             |             |                      |              |              |
| 30 mar.     | 1-1         | Casale-Genoa         | 0-1          | 27 apr.      |
| 30 mar.     | 5-1         | Milan-Hellas         | 3-0          | 27 apr.      |
| 30 mar.     | 3-0         | Pro Vercelli-Vicenza | 1-0          | 27 apr.      |

| andata (4ª) | andata (4ª) | Quarta giornata    | ritorno (8ª) | ritorno (8ª) |
|             |             |                    |              |              |
| 6 apr.      | 0-1         | Genoa-Pro Vercelli | 1-5          | 4 mag.       |
| 6 apr.      | 2-5         | Hellas-Casale      | 0-6          | 4 mag.       |
| 6 apr.      | 0-3         | Vicenza-Milan      | 1-1          | 4 mag.       |

| \| Andata \| Andata \| Giornata zero[21] \| Ritorno \| Ritorno \| \| \| \| \| \| \| \| 3 nov. \| 4-1 \| Hellas-Vicenza \| 0-1 \| 26 gen. \| \| 19 gen. \| 4-0 \| Milan-Genoa \| 1-4 \| 23 feb. \| \| 3 nov. \| 1-0 \| Pro Vercelli-Casale \| 0-0 \| 26 gen. \| |        |                     |         |         |
| Andata | Andata | Giornata zero       | Ritorno | Ritorno |
| |        |                     |         |         |
| 3 nov. | 4-1    | Hellas-Vicenza      | 0-1     | 26 gen. |
| 19 gen. | 4-0    | Milan-Genoa         | 1-4     | 23 feb. |
| 3 nov. | 1-0    | Pro Vercelli-Casale | 0-0     | 26 gen. |

| Andata  | Andata | Giornata zero       | Ritorno | Ritorno |
|         |        |                     |         |         |
| 3 nov.  | 4-1    | Hellas-Vicenza      | 0-1     | 26 gen. |
| 19 gen. | 4-0    | Milan-Genoa         | 1-4     | 23 feb. |
| 3 nov.  | 1-0    | Pro Vercelli-Casale | 0-0     | 26 gen. |

#### Statistiche

##### Squadre

###### Classifica in divenire
|              | Bonus | 1ª | 2ª | 3ª | 4ª | 5ª | 6ª | 7ª | 8ª | Rec. |
|              |       |    |    |    |    |    |    |    |    |      |
| ------------ | ----- | -- | -- | -- | -- | -- | -- | -- | -- | ---- |
| Casale       | 1     | 3  | 3  | 4  | 6  | 7  | 9  | 9  | 11 | 11   |
| Genoa        | 2     | 2  | 4  | 5  | 5  | 7  | 9  | 11 | 11 | 13   |
| Hellas       | 2     | 2  | 2  | 2  | 2  | 2  | 2  | 2  | 2  | 2    |
| Milan        | 2     | 2  | 4  | 6  | 8  | 9  | 9  | 11 | 12 | 12   |
| Pro Vercelli | 3     | 5  | 7  | 9  | 11 | 12 | 14 | 16 | 18 | 18   |
| Vicenza      | 2     | 2  | 2  | 2  | 2  | 3  | 3  | 3  | 4  | 4    |

## Torneo centro-meridionale

### Sezione toscana

#### Squadre partecipanti
Le squadre furono individuate d'ufficio dal Comitato Regionale Toscano fra le due migliori partecipanti al campionato toscano 1911-1912, la già nota squadra della Virtus Juventusque di Livorno e il giovane club rappresentante di Pisa.
| Club               | Stagione | Città   | Stadio                        | Stagione precedente |
| ------------------ | -------- | ------- | ----------------------------- | ------------------- |
| Firenze FBC        | dettagli | Firenze | Velodromo alle Cascine        | -                   |
| Pisa               | dettagli | Pisa    | Velodromo (50x95)             | -                   |
| SPES Livorno       | dettagli | Livorno | c. Acqua della salute (50x95) | -                   |
| Virtus Juventusque | dettagli | Livorno | Poligono di Tiro Bastia       | -                   |

#### Classifica finale
|  | Pos. | Squadra            | Pt | G | V | N | P | GF | GS |
|  | ---- | ------------------ | -- | - | - | - | - | -- | -- |
|  | 1.   | Virtus Juventusque | 9  | 6 | 4 | 1 | 2 | 11 | 8  |
|  | 2.   | SPES Livorno       | 7  | 6 | 2 | 3 | 1 | 15 | 9  |
|  | 3.   | Pisa               | 4  | 6 | 1 | 2 | 3 | 6  | 6  |
|  | 3.   | Firenze FBC        | 4  | 6 | 2 | 0 | 4 | 7  | 16 |

Legenda:
      Qualificata al semifinale dell'Italia centrale.
Regolamento:
Due punti a vittoria, uno a pareggio, zero a sconfitta.

#### Risultati

##### Tabellone
|                    | CSF  | PIS  | VJU  | SLI  |
| ------------------ | ---- | ---- | ---- | ---- |
| Firenze FBC        | –––– | 1-4  | 0-1  | 2-1  |
| Pisa               | 0-1  | –––– | 0-1  | 1-1  |
| Virtus Juventusque | 4-2  | 1-0  | –––– | 3-5  |
| SPES Livorno       | 6-1  | 1-1  | 1-1  | –––– |

##### Calendario
| andata (1ª) | andata (1ª) | Prima giornata                 | ritorno (4ª) | ritorno (4ª) |
|             |             |                                |              |              |
| 29 dic.     | 1-1         | Pisa-SPES Livorno              | 1-1          | 3 gen.       |
| 8 dic.      | 4-2         | Virtus Juventusque-Firenze FBC | 1-0          | 12 gen.      |

| andata (2ª) | andata (2ª) | Seconda giornata                | ritorno (5ª) | ritorno (5ª) |
|             |             |                                 |              |              |
| 15 dic.     | 3-5         | Virtus Juventusque-SPES Livorno | 1-1          | 19 gen.      |
| 15 dic.     | 1-4         | Firenze FBC-Pisa                | 1-0          | 19 gen.      |

| andata (1ª) | andata (1ª) | Prima giornata                 | ritorno (4ª) | ritorno (4ª) |
|             |             |                                |              |              |
| 29 dic.     | 1-1         | Pisa-SPES Livorno              | 1-1          | 3 gen.       |
| 8 dic.      | 4-2         | Virtus Juventusque-Firenze FBC | 1-0          | 12 gen.      |

| andata (2ª) | andata (2ª) | Seconda giornata                | ritorno (5ª) | ritorno (5ª) |
|             |             |                                 |              |              |
| 15 dic.     | 3-5         | Virtus Juventusque-SPES Livorno | 1-1          | 19 gen.      |
| 15 dic.     | 1-4         | Firenze FBC-Pisa                | 1-0          | 19 gen.      |

| \| andata (3ª) \| andata (3ª) \| Terza giornata \| ritorno (6ª) \| ritorno (6ª) \| \| \| \| \| \| \| \| 22 dic. \| 0-1 \| Pisa-Virtus Juventusque \| 0-1 \| 26 gen. \| \| 22 dic. \| 6-1 \| SPES Livorno-Firenze FBC \| 1-2 \| 26 gen. \| |             |                          |              |              |
| andata (3ª) | andata (3ª) | Terza giornata           | ritorno (6ª) | ritorno (6ª) |
| |             |                          |              |              |
| 22 dic. | 0-1         | Pisa-Virtus Juventusque  | 0-1          | 26 gen.      |
| 22 dic. | 6-1         | SPES Livorno-Firenze FBC | 1-2          | 26 gen.      |

| andata (3ª) | andata (3ª) | Terza giornata           | ritorno (6ª) | ritorno (6ª) |
|             |             |                          |              |              |
| 22 dic.     | 0-1         | Pisa-Virtus Juventusque  | 0-1          | 26 gen.      |
| 22 dic.     | 6-1         | SPES Livorno-Firenze FBC | 1-2          | 26 gen.      |

### Sezione laziale

#### Squadre partecipanti
Tre squadre vennero individuate d'ufficio dal Comitato Regionale Laziale in quanto ritenute le più forti della Capitale, mentre altri tre posti furono messi a concorso per riempire la casella della retrocessa Fortitudo.
| Club          | Stagione | Città | Stadio              | Stagione precedente |
| ------------- | -------- | ----- | ------------------- | ------------------- |
| Alba Roma     | dettagli | Roma  | -                   | -                   |
| Audace Roma   | dettagli | Roma  | Velodromo Salario   | -                   |
| Juventus Roma | dettagli | Roma  | Campo Piazza d'Armi | -                   |
| Lazio         | dettagli | Roma  | Parco dei Daini     | -                   |
| Pro Roma      | dettagli | Roma  | Campo Piramide      | -                   |
| Roman         | dettagli | Roma  | Campo di Due Pini   | -                   |

#### Classifica finale
|  | Pos. | Squadra       | Pt | G  | V | N | P  | GF | GS |
|  | ---- | ------------- | -- | -- | - | - | -- | -- | -- |
|  | 1.   | Lazio         | 18 | 10 | 8 | 2 | 0  | 55 | 9  |
|  | 2.   | Juventus Roma | 14 | 10 | 6 | 2 | 2  | 25 | 21 |
|  | 3.   | Audace Roma   | 13 | 10 | 6 | 1 | 3  | 27 | 22 |
|  | 4.   | Roman         | 11 | 10 | 5 | 1 | 4  | 26 | 15 |
|  | 5.   | Pro Roma      | 4  | 10 | 2 | 0 | 8  | 9  | 55 |
|  | 6.   | Alba Roma     | 0  | 10 | 0 | 0 | 10 | 0  | 20 |

Legenda:
      Qualificata al semifinale dell'Italia centrale.
      Ritirata dal campionato e retrocessa.
Regolamento:
Due punti a vittoria, uno a pareggio, zero a sconfitta.
Note:
L'Alba Roma si ritirò dal campionato. Tutte le partite disputate vennero annullate e assegnate come perse a tavolino per 2-0.

#### Risultati

##### Tabellone
|               | ALB  | AUE  | AUJ  | LAZ  | PRO  | ROM  |
| ------------- | ---- | ---- | ---- | ---- | ---- | ---- |
| Alba Roma     | –––– | 0-2  | 0-2  | 0-2  | 0-2  | 0-2  |
| Audace Roma   | 2-0  | –––– | 3-3  | 2-6  | 9-1  | 2-1  |
| Juventus Roma | 2-0  | 5-1  | –––– | 2-2  | 1-0  | 0-3  |
| Lazio         | 2-0  | 5-0  | 9-2  | –––– | 13-1 | 5-0  |
| Pro Roma      | 2-0  | 1-4  | 1-5  | 0-9  | –––– | 1-9  |
| Roman         | 2-0  | 0-2  | 2-3  | 2-2  | 5-0  | –––– |

##### Calendario
| andata (1ª) | andata (1ª) | Prima giornata         | ritorno (6ª) | ritorno (6ª) |
|             |             |                        |              |              |
| 3 nov.      | 5-0         | Lazio-Audace Roma      | 6-2          | 8 dic.       |
| 3 nov.      | 1-0         | Juventus Roma-Pro Roma | 5-1          | 8 dic.       |
| 3 nov.      | 2-0         | Roman-Alba Roma        | 2-0          | 8 dic.       |

| andata (2ª) | andata (2ª) | Seconda giornata        | ritorno (7ª) | ritorno (7ª) |
|             |             |                         |              |              |
| 10 nov.     | 13-1        | Lazio-Pro Roma          | 9-0          | 15 dic.      |
| 10 nov.     | 0-2         | Roman-Audace Roma       | 1-2          | 15 dic.      |
| 10 nov.     | 0-2         | Alba Roma-Juventus Roma | 0-2          | 15 dic.      |

| andata (1ª) | andata (1ª) | Prima giornata         | ritorno (6ª) | ritorno (6ª) |
|             |             |                        |              |              |
| 3 nov.      | 5-0         | Lazio-Audace Roma      | 6-2          | 8 dic.       |
| 3 nov.      | 1-0         | Juventus Roma-Pro Roma | 5-1          | 8 dic.       |
| 3 nov.      | 2-0         | Roman-Alba Roma        | 2-0          | 8 dic.       |

| andata (2ª) | andata (2ª) | Seconda giornata        | ritorno (7ª) | ritorno (7ª) |
|             |             |                         |              |              |
| 10 nov.     | 13-1        | Lazio-Pro Roma          | 9-0          | 15 dic.      |
| 10 nov.     | 0-2         | Roman-Audace Roma       | 1-2          | 15 dic.      |
| 10 nov.     | 0-2         | Alba Roma-Juventus Roma | 0-2          | 15 dic.      |

| andata (3ª) | andata (3ª) | Terza giornata        | ritorno (8ª) | ritorno (8ª) |
|             |             |                       |              |              |
| 17 nov.     | 9-2         | Lazio-Juventus Roma   | 2-2          | 22 dic.      |
| 17 nov.     | 5-0         | Roman-Pro Roma        | 9-1          | 22 dic.      |
| 17 nov.     | 2-0         | Audace Roma-Alba Roma | 2-0          | 22 dic.      |

| andata (4ª) | andata (4ª) | Quarta giornata      | ritorno (9ª) | ritorno (9ª) |
|             |             |                      |              |              |
| 24 nov.     | 0-3         | Juventus Roma-Roman  | 3-2          | 12 gen.      |
| 24 nov.     | 1-4         | Pro Roma-Audace Roma | 1-9          | 12 gen.      |
| 24 nov.     | 0-2         | Alba Roma-Lazio      | 0-2          | 12 gen.      |

| andata (3ª) | andata (3ª) | Terza giornata        | ritorno (8ª) | ritorno (8ª) |
|             |             |                       |              |              |
| 17 nov.     | 9-2         | Lazio-Juventus Roma   | 2-2          | 22 dic.      |
| 17 nov.     | 5-0         | Roman-Pro Roma        | 9-1          | 22 dic.      |
| 17 nov.     | 2-0         | Audace Roma-Alba Roma | 2-0          | 22 dic.      |

| andata (4ª) | andata (4ª) | Quarta giornata      | ritorno (9ª) | ritorno (9ª) |
|             |             |                      |              |              |
| 24 nov.     | 0-3         | Juventus Roma-Roman  | 3-2          | 12 gen.      |
| 24 nov.     | 1-4         | Pro Roma-Audace Roma | 1-9          | 12 gen.      |
| 24 nov.     | 0-2         | Alba Roma-Lazio      | 0-2          | 12 gen.      |

| \| andata (5ª) \| andata (5ª) \| Quinta giornata \| ritorno (10ª) \| ritorno (10ª) \| \| \| \| \| \| \| \| 1º dic. \| 2-2 \| Roman-Lazio \| 0-5 \| 26 gen. \| \| 1º dic. \| 5-1 \| Juventus Roma-Audace Roma \| 3-3 \| 26 gen. \| \| 1º dic. \| 2-0 \| [23] Pro Roma-Alba Roma[23] \| 2-0 \| 26 gen. \| |             |                           |               |               |
| andata (5ª) | andata (5ª) | Quinta giornata           | ritorno (10ª) | ritorno (10ª) |
| |             |                           |               |               |
| 1º dic. | 2-2         | Roman-Lazio               | 0-5           | 26 gen.       |
| 1º dic. | 5-1         | Juventus Roma-Audace Roma | 3-3           | 26 gen.       |
| 1º dic. | 2-0         | Pro Roma-Alba Roma        | 2-0           | 26 gen.       |

| andata (5ª) | andata (5ª) | Quinta giornata           | ritorno (10ª) | ritorno (10ª) |
|             |             |                           |               |               |
| 1º dic.     | 2-2         | Roman-Lazio               | 0-5           | 26 gen.       |
| 1º dic.     | 5-1         | Juventus Roma-Audace Roma | 3-3           | 26 gen.       |
| 1º dic.     | 2-0         | Pro Roma-Alba Roma        | 2-0           | 26 gen.       |

### Sezione campana
Il Comitato Regionale Campano non poté che prendere atto degli unici due club seriamente in attività nella città partenopea.
| Club                  | Stagione | Città  | Stadio          | Stagione precedente |
| --------------------- | -------- | ------ | --------------- | ------------------- |
| Internazionale Napoli | dettagli | Napoli | Terme di Agnano | -                   |
| Naples                | dettagli | Napoli | Terme di Agnano | -                   |

### Fase finale

#### Semifinale Italia centrale
| Arbitro: | Pippo |

|            |           |                              |
| Baroncelli | Marcatori | Consiglio Fioranti I Folpini |

| Arbitro: | Radice |

|                                  |           |  |
| Consiglio 6’ Saraceni I 60’, 65’ | Marcatori |  |

#### Semifinale Italia meridionale
| Arbitro: | Ioima |

|                        |           |        |
| Paduli III Thorstenson | Marcatori | Fawles |

| Arbitro: | Palmieri |

|               |           |                                     |
| Jenny De Rosa | Marcatori | ?’ (rig.), ?’ (rig.) Hansen Imerigo |

#### Finale centro-meridionale
| Arbitro: | Reichlin (Napoli) |

|        |           |           |
| Troise | Marcatori | Consiglio |

| Arbitro: | Malvano (Torino) |

|               |           |                   |
| Corelli I 31’ | Marcatori | 55’ (aut.) Levi I |

##### Verdetti
• Lazio campione dell'Italia centro meridionale
- Lazio qualificata alla finalissima.

## Finalissima
| Genova 1º giugno 1913                                                                                       | Pro Vercelli | 6 – 0 referto | Lazio | Marassi |
| \| \| \| \| \| Berardo 8’ Rampini I[25] 38’ Milano I 79’ Corna 82’ e 83’ Berardo 90’ ca. \| Marcatori \| \| |              |               |       |         |
| |              |               |       |         |
| Berardo 8’ Rampini I 38’ Milano I 79’ Corna 82’ e 83’ Berardo 90’ ca.                                       | Marcatori    |               |       |         |

### Verdetti
| Pro Vercelli campione d'Italia 1912-13 |

### Squadra campione
- Giovanni Innocenti
- Angelo Binaschi
- Modesto Valle
- Guido Ara
- Giuseppe Milano (I)
- Pietro Leone
- Felice Milano (II)
- Felice Berardo (II)
- Pietro Ferraro (I)
- Carlo Rampini (I)
- Carlo Corna